# Путешествие к центру Земли (фильм, 1910)
«Путешествие к центру Земли» (фр. Voyage au centre de la terre) — немой короткометражный фильм Сегундо де Шомона. Самая ранняя экранизация по мотивам одноимённого романа Жюля Верна. Премьера состоялась в США 1 июля 1910 года.